# Espectinomicina

(1R,3S,5R,8R,10R,11S,12S,13R,14S)-8,12,14-trihydroxy-5-methyl-11,13-bis(methylamino)-2,4,9-trioxatricyclo[8.4.0.03,8]tetradecan-7-one

Espectinomicina (nome comercial: Trobicim) é um antibiótico bacteriostático da família dos aminoglicosídeos. Atua inibindo a síntese de proteínas. Sua principal indicação é contra gonococos, como uma alternativa aos antibióticos de primeira escolha: betalactâmicos e quinolonas. Administrado por via intramuscular, em 40 mg/kg dose única. 
Está sendo substituído pelas novas cefalosporinas.

## Efeitos colaterais
Causa poucos efeitos colaterais, os mais comuns são irritação cutânea no local da injeção.
Categoria B em gravidez.

## Contra-indicado
Em alérgicos a aminoglicosídeos e em crianças.